# Paul Bishop
Pour les articles homonymes, voir Paul Bishop et Bishop.
Paul Bishop, est un designer britannique basé à Dubaï et Miami travaillant dans le monde entier et ayant remporté les titres d’architecte d'intérieur de l'année aux Commercial Interior Design Awards, aux Design Middle East Awards ainsi que le titre de Designer international de l'année en 2020 lors des International Hotel and Property Awards,,,,.

## Formation
Bishop fut diplômé en design d'intérieur de l'Université de Kingston en 1992.

## Carrière
En 2004, il crée Bishop Design by Paul Bishop, une entreprise internationale de design d'intérieur basée à Dubaï et à Miami ayant accumulé plus d'une centaine de prix à la fois régionaux et internationaux pour des projets tels que le restaurant aux 3 étoiles Torno Subito du chef Massimo Bottura,, Wavehouse et Studio One Hotel. Depuis son arrivée à Dubaï en 1996, Paul Bishop est devenu l'un des designers les plus reconnus au Moyen-Orient. Ses projets les plus récents incluent le restaurant Arboretum et le salon de l'aéroport T3 et les projets d'hôtellerie de Jumeirah et Rosewood au Qatar, l'hôtel Intercontinental au Maroc.

### Bourse Paul Bishop
En 2021, il lance sa bourse Paul Bishop Design qui offre à certains jeunes créatifs étudiants de premier cycle à l'Université de Kingston en licences de design d'intérieur ou design de produits et de meubles avec trois années de scolarité entièrement financées et trois allocations annuelles de subsistance de 5 000 £. Bien que la bourse Paul Bishop soit ouverte aux candidatures aux étudiants basés au Royaume-Uni; une priorité est donnée aux minorités répondant à des critères spécifiques.